# Triklinij Dioklecijanove palače
Triklinij Dioklecijanove palače nalazi se u jugoistočnom dijelu Dioklecijanove palače.
Triklinij je građen kad i palača, od 295. do 305. godine.
Pod oznakom P-5243 zaveden je kao nepokretno kulturno dobro - pojedinačno, pravna statusa preventivno zaštićena kulturnog dobra, klasificirano kao arheološka baština.

## Vanjske poveznice
- Diocletian's Triklinij (Split) (Youtube)